# دوشرطی منطقی

نمودار ون برای (قسمت درست قرمز است).

در منطق و ریاضیات، ترکیب دوشرطی (به انگلیسی: Logical biconditional) یک عملگر منطقی است که دو گزاره را به هم وصل می‌کند تا نشان دهد، {\displaystyle p} اگر و فقط اگر {\displaystyle q}، که {\displaystyle p} فرض یا فرضیه است و {\displaystyle q} حکم یا نتیجه می‌باشد.

## جستارهای مربوط
- اگر و فقط اگر